# Clubiona octoginta
Clubiona octoginta là một loài nhện trong họ Clubionidae.
Loài này thuộc chi Clubiona. Clubiona octoginta được Pakawin Dankittipakul miêu tả năm 2008.